# مرینیک، ژیروند
شهر مرینیک، ژیروند (به فرانسوی: مرینیک، ژیروند) در شهرستان ژیروند در ناحیه ناحیه آکیتن با جمعیت ۶۵٬۴۶۹ نفر در کشور فرانسه واقع شده‌است